# The Gypsy Queen
The Gypsy Queen è un cortometraggio muto statunitense del 1913 diretto da Mack Sennett.